# Krasnowo (gromada)
Krasnowo – dawna gromada, czyli najmniejsza jednostka podziału terytorialnego Polskiej Rzeczypospolitej Ludowej w latach 1954–1972.
Gromady, z gromadzkimi radami narodowymi (GRN) jako organami władzy najniższego stopnia na wsi, funkcjonowały od reformy reorganizującej administrację wiejską przeprowadzonej jesienią 1954 do momentu ich zniesienia z dniem 1 stycznia 1973, tym samym wypierając organizację gminną w latach 1954–1972.
Gromadę Krasnowo z siedzibą GRN w Krasnowie utworzono 1 stycznia 1972 w powiecie sejneńskim w woj. białostockim z obszaru zniesionych gromad Jodeliszki i Widugiery (bez wsi Buraki, Przystawańce, Dziedziule, Nowinki, Pełele i Wiłkopędzie). 
Gromada Krasnowo funkcjonowała przez dokładnie jeden rok (1972), czyli do kolejnej reformy gminnej.